# Добриња IV
Добриња 4 је урбано насеље и градска четврт Источног Сарајева, а налазе се на територији општине Источна Илиџа. Представља једно од централних општинских насеља, које је изграђено прије ратних сукоба. Поред Добриње 1, ово насеље је једини дио градске урбане зоне предратног Сарајева који је остао у Републици Српској. Прије ратних дешавања Добриња 4 је била дио сарајевске општине Нови Град.
Добриња је као урбано градско насеље настала за потребе сарајевских Зимских олимпијских игара у Сарајеву, а дио који носи назив Добриња 4, је изграђен и усељен непосредно прије ратних дешавања. Добриња 4 је током Одбрамбено-отаџбинског рата била поприште градских борби, а кроз њу је пролазила прва линија одбране Српског Сарајева у овом дијелу града, па је због тога претрпјела значајна разарања.

## Положај
Насеље се налази у централном дијелу Источног Сарајева, а оивичено је улицама Иве Андрића и Академика Петра Мандића, док највећи дио насеља представља Трг Илиџанске бригаде. Са источне стране насеља се гради насеље Нова Добриња, са западне је граница са Федерацијом БиХ, са сјеверне је Насеље старосједила, док се насеље Вељине налази на јужној страни.
Трг Илиџанске бригаде је прије распада Југославије носио назив Трг Вилијама Шекспира.

## Карактеристике
Насеље Добриња 4 је дефинисано као урбано насеље, у ком је изграђен већи број зграда, док кроз насеље протиче ријека Добриња. 
У овом насељу је смјештен већи дио администрације општинских установа чији је оснивач Општина Источна Илиџа, попут Услужног сервиса, Центра за културу и информисање, Спортско-рекреативног центра и Топлана.
У овом насељу је такође смјештена и Полицијска станица Источна Илиџа, Министарства унутрашњих послова Републике Српске.

### Спомен обиљежје
У Добрињи IV се налази споменик погинулим српским борцима Оклопног батаљона Прве сарајевске бригаде, Сарајевско-романијског корпуса, Војске Републике Српске.

### Заједничке инситуције БиХ
Један дио заједничких институција на нивоу Босне и Херцеговине, које се налазе на територији Источног Сарајева, су смјештене у насељу Добриња 4. У згради институција Босне и Херцеговине на адреси Трг Илиџандке бригаде 2Б, смјештене су сљедеће институције: 
- Агенција за надзор над тржиштем БиХ[5]
- Институт за стандардизацију БиХ[6]
- Служба за послове са странцима, теренска канцеларија Источно Сарајево[7]

Поред ових институција, на Добрињи 4 је такође, а на адреси Иве Андрића 19Х, смјештена још и:
- Регионална канцеларија Центра за уклањање мина БиХ.[8]

### Атомско склониште
На територији Источног Сарајева постоје два атомска склоништа, који су изграђени у бившем систему социјалистичке Југославије. Једно од њих је смјештено у насељу Добриња 4, на самој граници са градом Сарајевом.

## Становништво
| Демографија | Демографија | Демографија |
| Година      | Становника  | Становника  |
| ----------- | ----------- | ----------- |